# Alfons Schnura
Alfons Schnura (ur. 10 kwietnia 1930 w Mokrych Łanach, zm. 2 lutego 2020) – polski badacz historii lokalnej, wieloletni radny Rady Miasta i Gminy w Strzelcach Opolskich, orędownik pojednania polsko-niemieckiego, artysta, autor filmu „Ziemia Strzelecka przez stulecia”, książek: „Młodość a wielka niewiadoma” (2000), „Mokre Łany” (2004), „Powrót do przeszłości” (2005). Inicjator remontu szpitala i laudacji hrabiego Andrzeja Renarda – ostatniego właściciela zamku i Strzelec Wielkich.

## Życiorys
Pochodził z 8-osobowej rodziny robotniczo-chłopskiej, posiadał pięcioro rodzeństwa: trzy siostry i dwóch braci.
W 1936 rozpoczął naukę w niemieckiej szkole na Mokrych Łanach, którą mimo wybuchu II wojny światowej, ukończył w 1944. Mając niespełna 14 lat, wyjechał do Dąbrowy Górniczej, aby nauczyć się zawodu tokarza w Hucie Bankowej. Po rozwiązaniu szkoły, 19 stycznia 1945, zaczęła się jego tułaczka „za chlebem”. Zanim powrócił do domu rodzinnego pracował u niemieckich gospodarzy.
W 1946 udało mu się powrócić do Polski dzięki zabiegom rodziny i za pośrednictwem „Czerwonego Krzyża”.
Z wykształcenia był tokarzem. Do jego wytworów rękodzielniczych zaliczyć możemy: tabernakulum i świeczniki znajdujące się w kaplicy na Osiedlu Piastów Śląskich w Strzelcach Opolskich, tabernakulum w Zakładzie Karnym w Nysie, a także tabernakula w kościołach: w Strzelcach Opolskich (kościół pw. Bożego Ciała), Jemielnicy, Błotnicy Strzeleckiej, Opolu, Częstochowie, Warszawie oraz obraz z metaloplastyki ks. Josefa Glowatzkiego – budowniczego szpitala w Strzelcach Opolskich. Wykonał także napis w języku łacińskim, umieszczony nad wejściem głównym do kościoła pw. Bożego Ciała w Strzelcach Opolskich – „Venite Adoremus”.
W 1988 został wybrany na radnego w Strzelcach Opolskich, był członkiem fundacji remontu szpitala, którego otwarcie nastąpiło 19 czerwca 1994.
Od 1990 uczestniczył w kontaktach z zaprzyjaźnionym, partnerskim miastem Soest. W 2000 przyznano mu tytuł Honorowego Obywatela Gminy Strzelce Opolskie.
Zmarł 2 lutego 2020.